# Fairfax (Ohio)

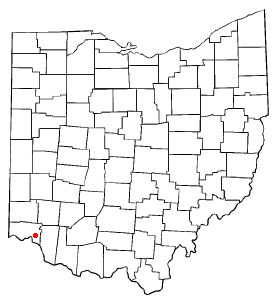
Fairfax na planie stanu Ohio

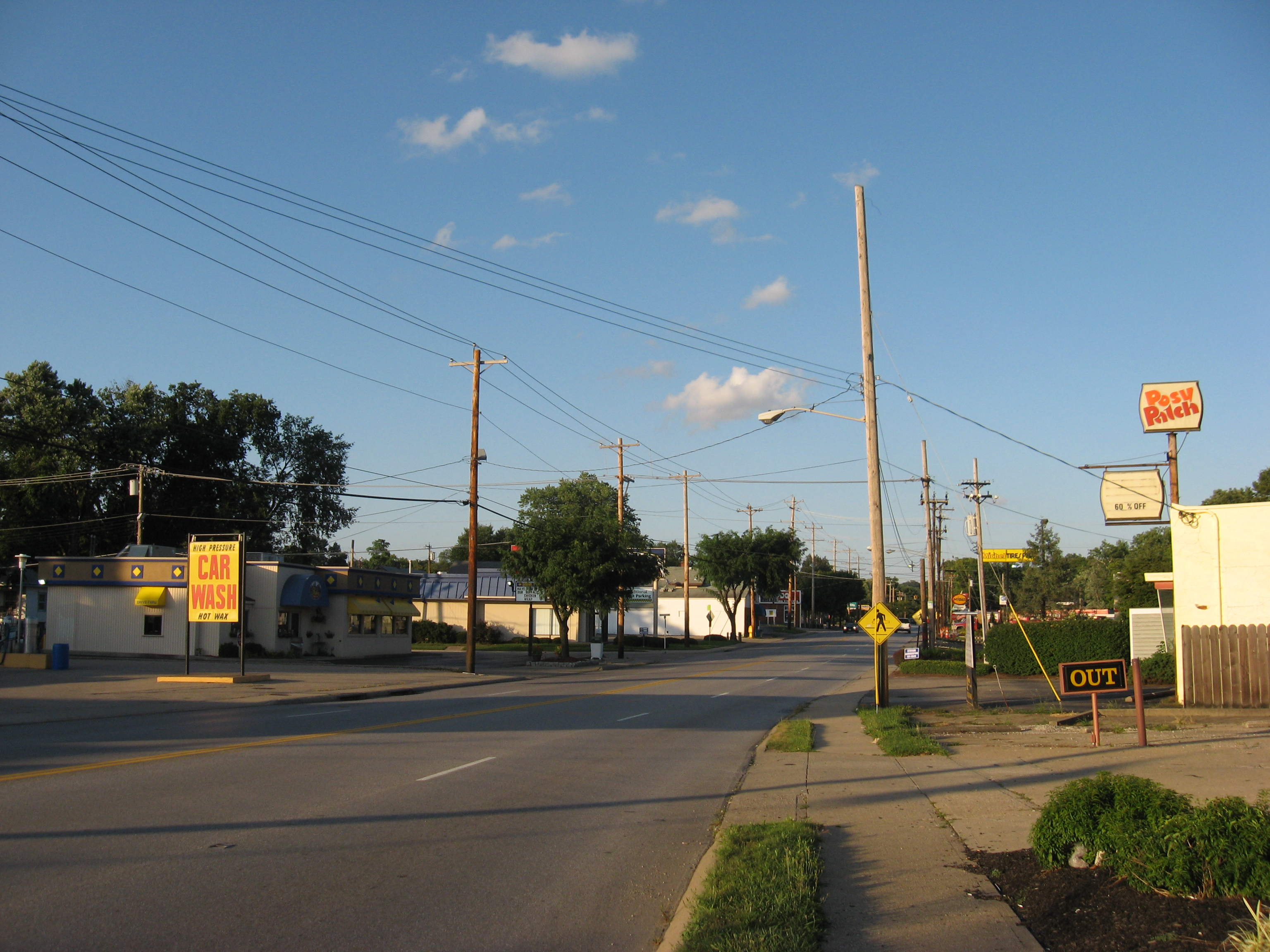
Fairfax

Fairfax – wieś w USA, w stanie Ohio, w hrabstwie Hamilton. Burmistrzem wsi aktualnie (2014) jest Carson Shelton.
W roku 2010, 24,4% mieszkańców było w wieku poniżej 18 lat, 6,9% było w wieku od 18 do 24 lat, 29,6% miało od 25 do 44 lat, 27,8% miało od 45 do 64 lat, a 11,4% było w wieku 65 lat lub starszych. We wsi było 46,5% mężczyzn i 53,5% kobiet.
Liczba mieszkańców w 2010 roku wynosiła 1 699, a w roku 2012 wynosiła 1 693.